# Chaloenus brooksi
Chaloenus brooksi là một loài bọ cánh cứng trong họ Chrysomelidae. Loài này được Bryant miêu tả khoa học năm 1943. 